# Le Chevalier de Maison-Rouge (mini-série)
Pour les articles homonymes, voir Le Chevalier de Maison-Rouge (homonymie).
Le Chevalier de Maison-Rouge est une mini-série franco-italienne en quatre épisodes en noir et blanc, réalisée par Claude Barma d'après le roman homonyme d'Alexandre Dumas, et diffusée du 2 au 23 mars 1963 sur la RTF Télévision. Fait exceptionnel : une version condensée en deux époques sera montée pour le cinéma et sortira dans les salles.
Au Québec, elle est diffusée dans une case hebdomadaire d'environ 30 minutes, du 9 juillet au 1er octobre 1963 à la Télévision de Radio-Canada.

## Synopsis
Cette mini-série historique met en scène, juste après l'exécution de Louis XVI, l'action d'un groupe de fidèles royalistes, mené par le chevalier de Maison-Rouge, alias Morand. Son but est de libérer la reine Marie-Antoinette et le jeune roi Louis XVII, mais il se heurte au déplaisant et brutal geôlier Simon qui veille à déjouer toute tentative d'évasion.
Une intrigue secondaire traite de l'amour porté par Lindet, le lieutenant de la garde nationale, à Geneviève, la jeune sœur du royaliste Morand, et femme de Dixmer, ce qui constitue pour les sans-culottes un crime inexpiable qui finira par le suicide pour Morand et la guillotine pour Geneviève et Maurice, celui-ci voulant mourir avec elle.

## Fiche technique
- Titre : Le Chevalier de Maison-Rouge
- Réalisation : Claude Barma
- Scénario : d'après le roman homonyme d'Alexandre Dumas (1846)
- Son : Charles Rabeuf
- Musique : Antoine Duhamel
- Production : Pierre Cabaud, Adrien Remaugé
- Société(s) de production : ORTF, RAI, Pathé Cinéma
- Société(s) de distribution : RTF Télévision
- Pays d'origine :  France
- Langue originale : français
- Format : noir et blanc — 35 mm — 1,33:1 — son mono
- chaine de diffusion : Première chaîne de l'ORTF
- Genre : historique
- Durée : 298 minutes (68, 69, 69 et 92 min)
- Date de première diffusion :
  - France : 2 mars 1963 au 23 mars 1963
  - Québec : 9 juillet au 1er octobre 1963
- Affiche : Jean Mascii (France)

## Distribution
- Michel Le Royer : Maurice Lindet
- Anne Doat : Geneviève Dixmer
- Dominique Paturel : Roger Lorin
- Jean Desailly : Jacques Dutreillis alias Morand, dit le Chevalier de Maison-Rouge
- François Chaumette : Raoul Dixmer
- Annie Ducaux : Marie-Antoinette
- Georges Géret : Simon
- Julien Guiomar : Santerre
- Julien Bertheau : Fouquier-Tinville
- Denise Gence : Julie Tison
- Françoise Giret : Arthémise
- William Sabatier : Gilbert
- Lucien Hubert : Gracchus
- Nicole Gueden : Héloïse Tison
- Georges Riquier : le président Tellier
- François Darbon : Richard
- Jean Bouchaud : Dufresne
- Roland Rodier : Gélineau
- Guy Saint-Jean : Boccard
- Roger Trécan : Casamayoux
- Léonce Corne : Tison
- Gabriel Cattand : Chauveau-Lagarde
- Bruno Balp : Scaevola
- Arlette Thomas : citoyenne Richard
- Jacques Mignot : Sanson
- Benjamin Boda : le dauphin (Louis XVII)
- Nathalie Nerval : Madame Élisabeth
- Sylvie Sergy : Madame Royale
- Jean Juillard : Agricola
- Pierre-Jacques Moncorbier : le notaire
- Martin Trévières : le municipal
- Danielle Meyer : Mariette
- Arielle Coignet : Élodie
- Sylvie Coste : Rozette
- Danièle Girard : Louise
- Annick Bouquet : Sophie Vernouillet
- Robert Bousquet : Robin
- Georges Staquet : Larouille
- Gérard Darrieu : Patard
- Jean Mauvais : Cabrol
- Hubert de Lapparent : Loiseau
- Claude Confortès : Ducasse
- Henri Piégay : Roger de La Houssaye
- Marcel Dorval : l'abbé Girard
- Sylvain Lévignac : Louis Dranssin
- Raoul Curet : un citoyen bedeau
- Jean-Jacques Steen : un citoyen bedeau
- Raymmond Devime : un policier
- Raphaël Albert-Lambert : un sergent
- Philippe Clair : un geôlier
- Michel Hervé : un sergent
- Michel Piccoli : le narrateur

## DVD

### France
La mini-série a fait l'objet de plusieurs éditions sur le support DVD.
- Le Chevalier de Maison-Rouge (Boîtier Keep Case 2 DVD-5) sorti le 5 novembre 2002 édité par LCJ Éditions et Productions et distribué par Warner Vision. Le ratio image est en 1.33:1 4:3 en français 2.0 Mono sans sous-titres. Pas de suppléments. Il s'agit d'une édition Zone Pal[1].
- Le Chevalier de Maison-Rouge version restaurée (Boîtier Keep Case 2 DVD-9) sorti le 8 juin 2016 édité par Koba Films et distribué par Warner Home Vidéo France. Le ratio image est en 1.33:1 plein écran en français 2.0 Dolby Digital sans sous-titres. En suppléments espace découverte Mémoires de la télévision. Il s'agit d'une édition Zone 2 Pal[2].
- Le Chevalier de Maison-Rouge version restaurée ressortie le 2 janvier 2017[3].